# Dévoluy
Dévoluy es una comuna nueva francesa situada en el departamento de Altos Alpes, de la región de Provenza-Alpes-Costa Azul.

## Historia
Fue creada el 1 de enero de 2013, en aplicación de una resolución del prefecto de Altos Alpes de 2 de octubre de 2012 con la unión de las comunas de Agnières-en-Dévoluy, La Cluse, Saint-Disdier y Saint-Étienne-en-Dévoluy, pasando a estar el ayuntamiento en la antigua comuna de Saint-Étienne-en-Dévoluy.

## Demografía
| Gráfica de evolución demográfica de Le Dévoluy entre 1800 y 2013 |
|                                                                  |

Los datos entre 1800 y 2013 son el resultado de sumar los parciales de las cuatro comunas que forman la nueva comuna de Dévoluy, cuyos datos se han cogido de 1800 a 1999, para las comunas de Agnières-en-Dévoluy, La Cluse, Saint-Disdier y Saint-Étienne-en-Dévoluy de la página francesa EHESS/Cassini. Los demás datos se han cogido de la página del INSEE.

## Composición
| Comuna delegada          | Código INSEE | Población (2013) | Superficie (km²) | Densidad (hab./km²) |
| ------------------------ | ------------ | ---------------- | ---------------- | ------------------- |
| Agnières-en-Dévoluy      | 05002        | 293              | 32.46            | 9                   |
| La Cluse                 | 05042        | 44               | 40.15            | 1                   |
| Saint-Disdier            | 05138        | 140              | 45.89            | 3                   |
| Saint-Étienne-en-Dévoluy | 05139        | 534              | 67.87            | 8                   |